# Col de Peyra Taillade
Le col de Peyra Taillade, ou de Pierre Taillée, est un col routier situé dans le Massif central en France. À une altitude de 1 173 mètres, il se trouve en région Auvergne-Rhône-Alpes, dans le département de la Haute-Loire, à l'ouest du Puy-en-Velay.

## Accès
Le col se trouve sur la route départementale 48.

## Géographie
Le col se trouve sur le plateau du Devès, en limite de territoire des communes de Saint-Bérain à l'ouest, et du Vernet à l'est.

## Histoire
Autrefois sentier muletier, la route du col a été bitumée seulement dans les années 1970.

## Activités

### Cyclisme
Jusqu'alors inédit sur le Tour, le col figure au programme de la 15e étape du Tour de France 2017 (km 158) entre Laissac-Sévérac l'Église et Le Puy-en-Velay. Grimpé depuis Prades et la vallée de l'Allier puis sur la commune de Saint-Bérain, il a été classé en 1re catégorie. C'est le Français Warren Barguil qui le franchit en tête.
Son ascension depuis l'Allier sur 8,3 km d'une pente moyenne de 7,4 %, présente une portion baptisée le « mur de Saint-Bérain », 1,1 km à 14 %, dont un passage à 22 %. Cette côte a été « découverte » par le journaliste Pierre Chany, qui l'a suggérée à Thierry Cazeneuve et Charly Mottet lorsque ce dernier « [cherchait] un itinéraire pour arriver au Puy-en-Velay lors du Critérium du Dauphiné 1997 »,.
Son ascension est de nouveau prévue sur la 2e étape du critérium du Dauphiné 2021 mais loin de l'arrivée.